# تپه گاو بار سفلی ۲
تپه گاو بار سفلی ۲ مربوط به عصر مفرغ - عصر آهن است و در شهرستان ازنا، بخش جاپلق، دهستان جاپلق شرقی، ۷۵۰ متری شمال روستای گاو بار سفلی واقع شده و این اثر در تاریخ ۷ اسفند ۱۳۸۶ با شمارهٔ ثبت ۲۱۳۹۳ به‌عنوان یکی از آثار ملی ایران به ثبت رسیده است.